# Lohuec
Lohuec (bret. Lohueg) – miejscowość i gmina we Francji, w regionie Bretania, w departamencie Côtes-d’Armor.
Według danych na rok 1999 gminę zamieszkiwało 259 osób, a gęstość zaludnienia wynosiła 15 osób/km² (wśród 1269 gmin Bretanii w 1999 Lohuec plasuje się na 944. miejscu pod względem liczby ludności, natomiast pod względem powierzchni na miejscu 577.).